# ارمنیه

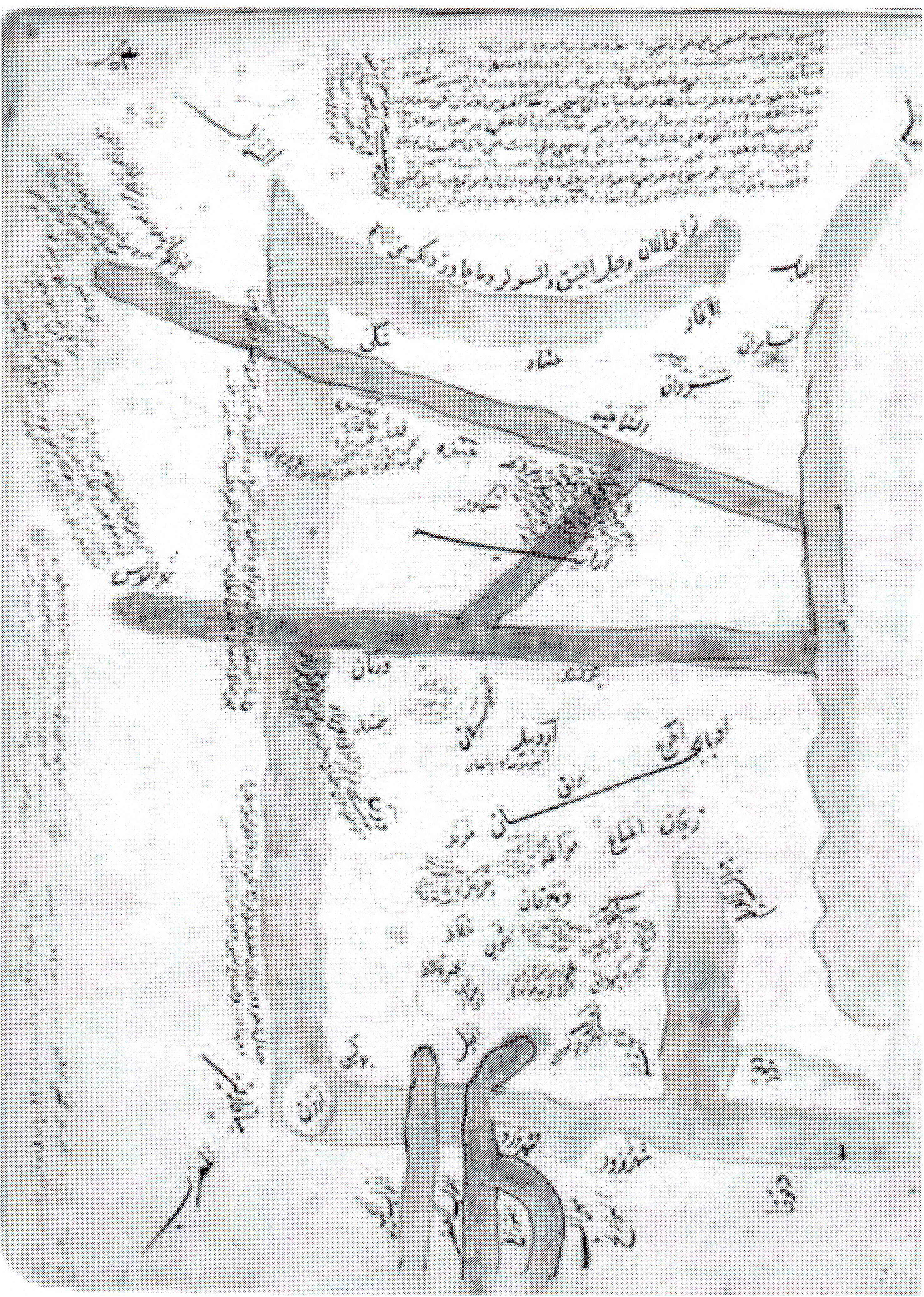
نقشه دقیق آذربایجان و آران و ارمنیه: آران در شمال رود ارس و جنوب رود کورا (کوروش) قرار دارد. از ابن حوقل

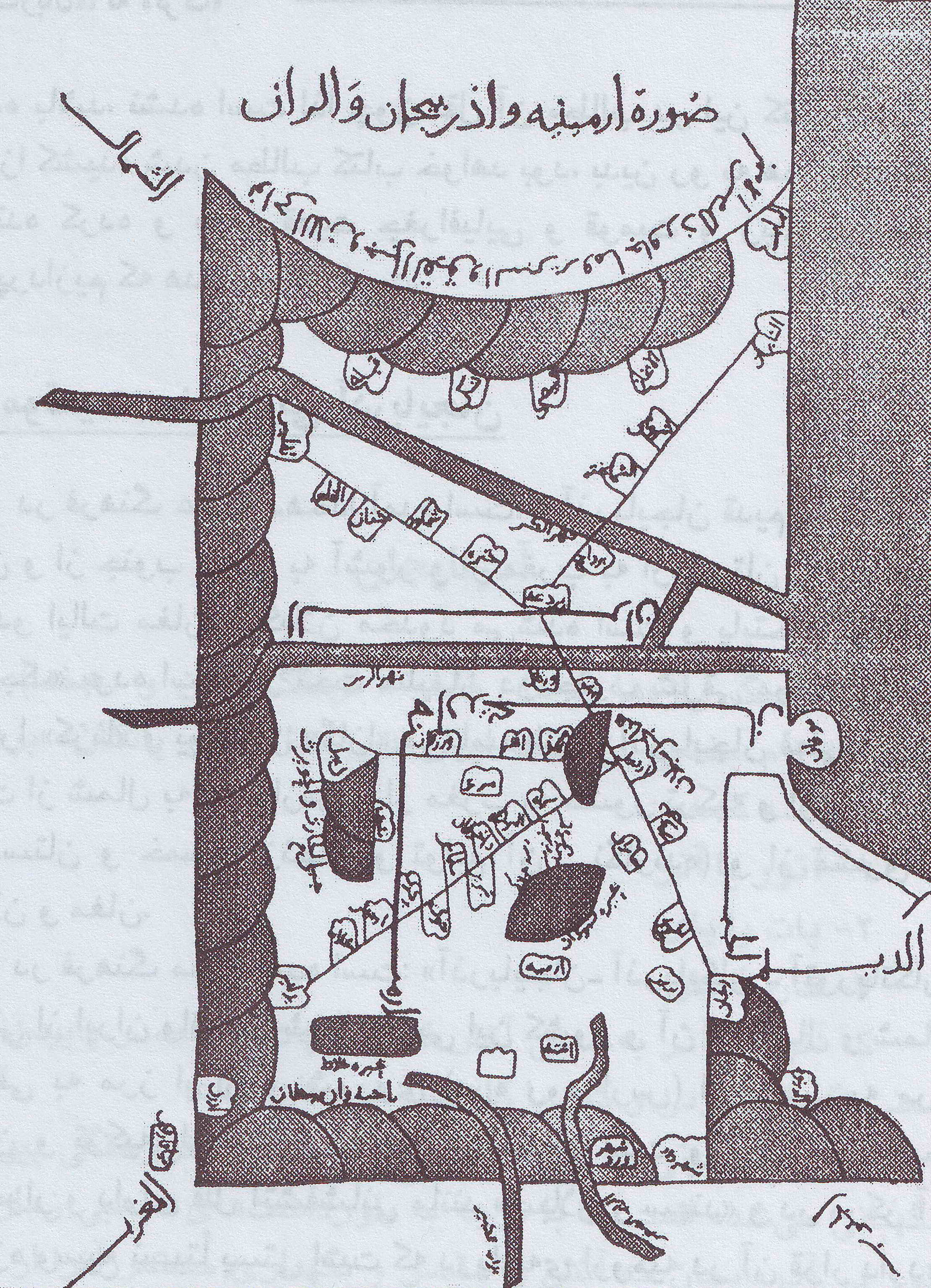
ساده شدهٔ نقشهٔ ابن حوقل

امارت ارمنیه (به عربی: إمارة أرمينية) ؛ نامی بود که اعراب مسلمان بر مناطق ارمنستان ، ایبری قفقاز و اران( آلبانی قفقاز) پس از تصرف آنها در جنگ با امپراتوری های ساسانی و روم شرقی در قرن هفتم میلادی اطلاق می کردند. اگرچه خلفا در ابتدا به یک بزرگ زاده ارمنی اجازه دادند در ازای خراج و وفاداری ارمنیان در هنگام جنگ، در ارمنستان فرمانداری کند، خلیفه عبدالملک بن مروان حاکمیت مستقیم اعراب را در منطقه به ریاست یک امیر به مرکزیت شهر دوین برپا ساخت. ارمنیه نامی است که در کتاب‌های تاریخی مسلمانان برای منطقه‌ای بین کورا و دریای خزر، در کنار آران و آذربایجان آمده‌است. این منطقه اکنون بخشی از جمهوری آذربایجان و ارمنستان و گرجستان است.
مرز ارمنیه در منابع گوناگون به‌طور مختلف آمده‌است.
برای نمونه المقدسی البشاری در کتاب «أحسن التقاسیم فی معرفة الأقالیم» این شهرها را جزو ارمنیه گفته‌است: «خلاط، ارچیش، برکری، خوی، سلماس، أرمیة، آذرشهر (داخرقان)، مراغه، اهر، مرند، سنجان، قالیقلا، قندریة، قلعة یونس، نورین»